# بوکوویک (کوه در جنوب و شرق صربستان)
بوکوویک (به صربی: Bukovik) یک کوه در صربستان است که در شرق این کشور واقع شده‌است. بوکوویک ۸۹۴ متر بالاتر از سطح دریا واقع شده‌است.